# Jason Ridge
Jason Ridge, pseudonimo di William Jones (Chicago, 28 dicembre 1974), è un ex attore pornografico statunitense.

## Biografia
Di origini tedesche, irlandesi e latine, nasce e cresce a Chicago, Illinois, studia recitazione e teatro presso la Second City di Chicago. Inizia la sua carriera lavorando come modello, comparendo sulle copertine delle più note riviste erotiche, tra cui Unzipped, Honcho e Playgirl. Le sue foto vengono notate su internet dal regista Jett Blakk che lo invita a partecipare ad alcuni provini.
Sotto la regia di Blakk, nel 2003 debutta nella pornografia gay con il film The Bombardier. Dopo un anno di contratto con Red Devil Entertainment, inizia a lavorare per i più importanti studi pornografici statunitensi, come Falcon Studios, Titan Media e Hot House, esibendosi sia come attivo sia come passivo.
Nel corso della sua carriera è stato candidato a numerosi riconoscimenti, vincendo nel 2004 un GayVN Award come miglior esordiente e nel 2008 due Grabby come miglior attore e miglior performers.
Nel 2007 fonda una sua compagnia di produzione chiamata Ridgeline Films. Il 29 maggio 2010, durante i Grabby Awards 2010, viene inserito nella Wall of Fame per il suo contributo nel settore della pornografia gay.

## Premi
- GayVN Awards 2004 - Best Newcomer
- GayVN Awards 2007 - Best Threesome
- Grabby Awards 2008 - Best Performers[5]
- Grabby Awards 2008 - Best Actor (ex aequo con Erik Rhodes)[5]
- Grabby Awards - Wall of Fame

## Filmografia
- The Bombardier (2003)
- Canvas (2003)
- Sexual Urban Legends (2003)
- Take One for the Team (2003)
- Nasty Nasty (2003)
- Hole Patrol (2004)
- Red Devil Solos: Chicago (2004)
- In Bed with (2004)
- Young Gods (2005)
- Mars Needs Men (2005)
- A Matter of Size 2 (2005)
- Bed Heads (2005)
- Entourage: Episode II (2005)
- Unzipped (2005)
- The Missing (2005)
- Theo Blake's Seeing Stars (2005)
- Dirty Little Sins (2005)
- Skuff III: Downright Wrong (2005)

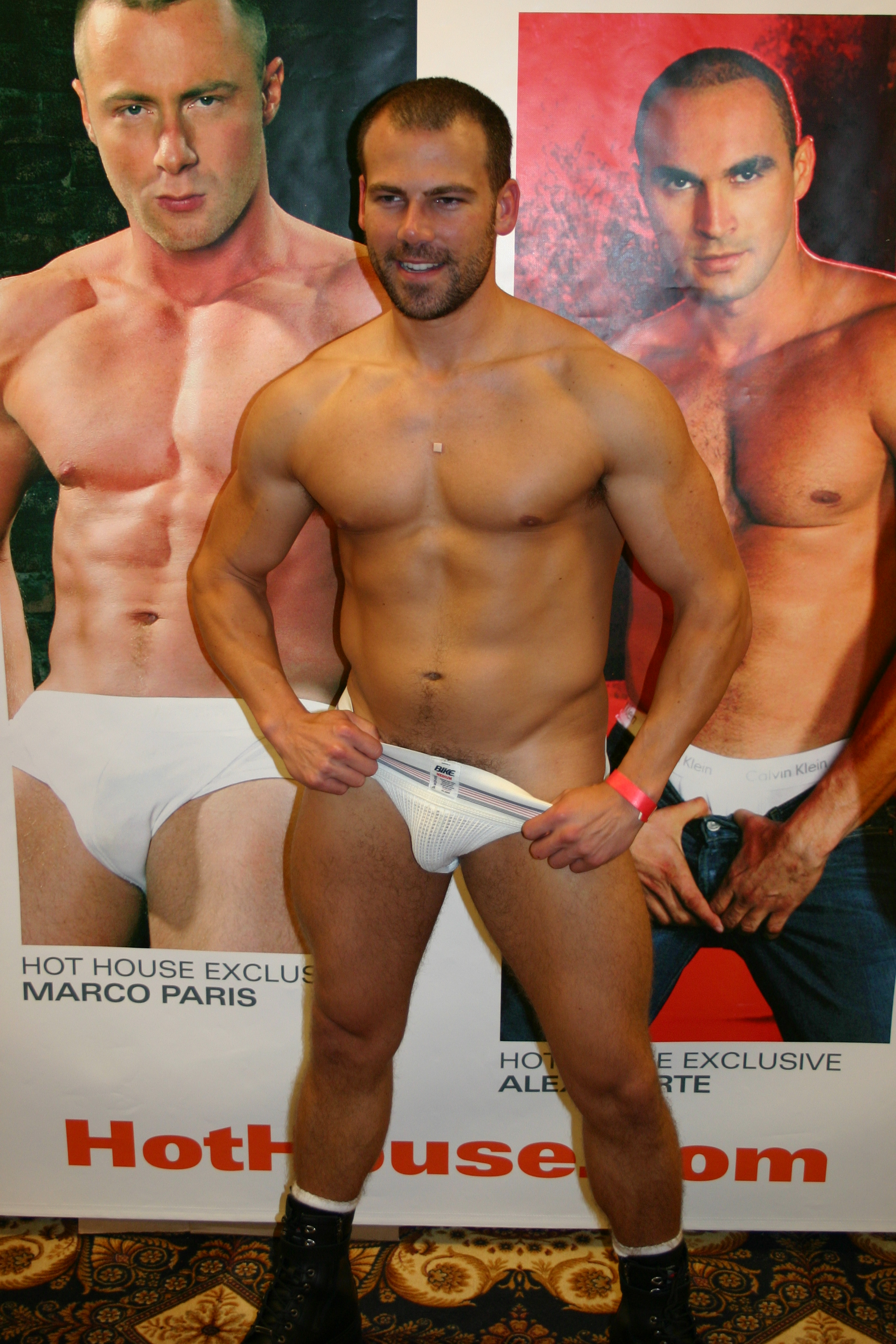
Jason Ridge nel 2006

- 8 Simple Rules for Doing My Son (2005)
- The Hunted (2005)
- Mischief (2005)
- Super Soaked (2005)
- At Your Service (2006)
- Gunnery Sgt. McCool (2006)
- The Velvet Mafia: Part 1 (2006)
- The Velvet Mafia: Part 2 (2006)
- Butch Alley (2006)
- Trunks 2 (2006)
- Michael Lucas' La Dolce Vita (2006)
- Cop Shack on 101 (2006)
- Crossing the Line: Cop Shack 2 (2007)
- Spy Quest 3 (2007)
- The Intern (2007)
- Hot House Backroom, Volume 1 (2007)
- A Rising Star (2007)
- Communion (2007)
- Paradise Found (2007)
- Gigolo (2007)